# Галіфакс

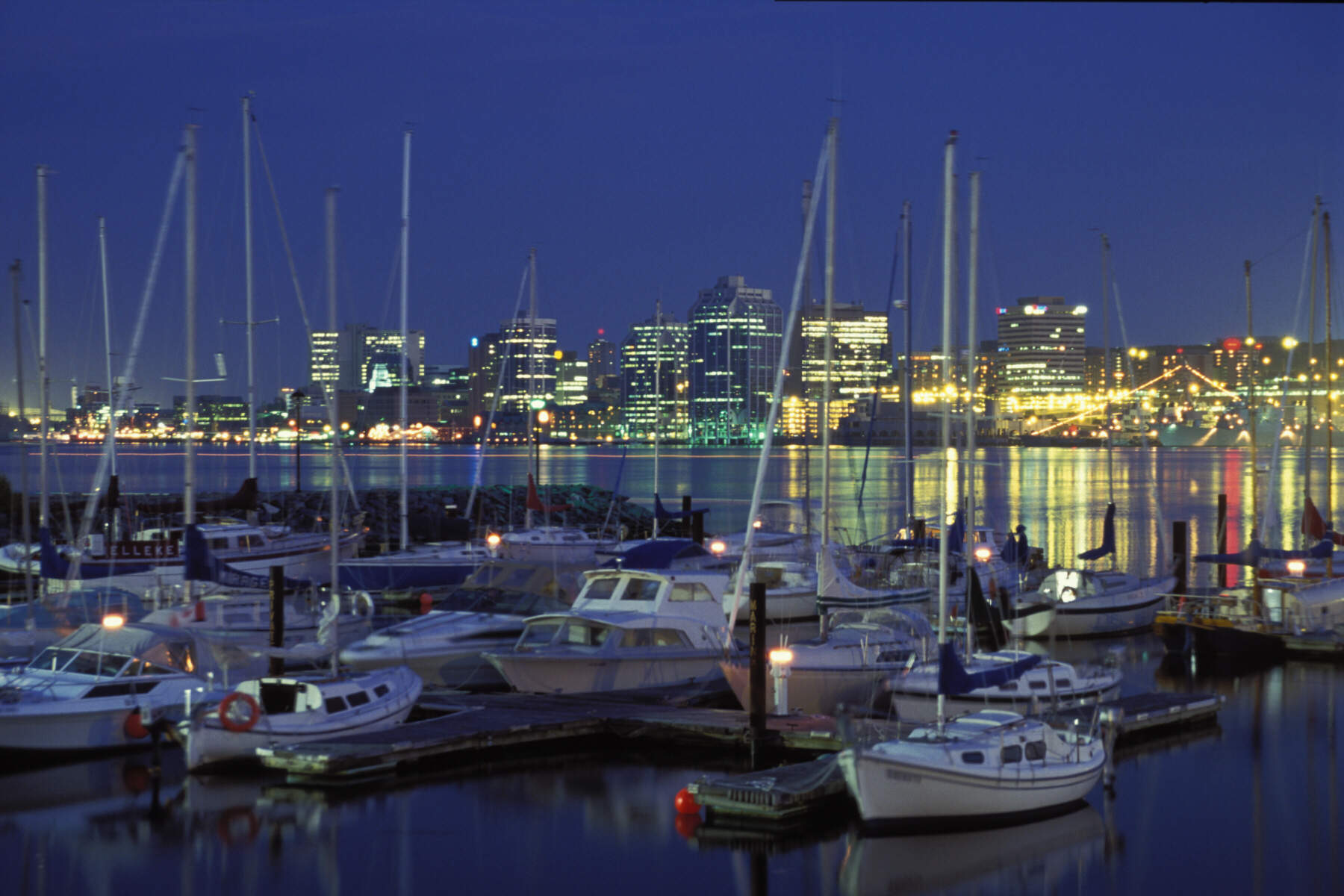
Гавань Галіфакса уночі

Галіфа́кс (англ. Halifax) офіційно: Регіональний муніципалітет Галіфа́кс (англ. Regional Municipality of Halifax) — столичне місто провінції Нова Шотландія. Населення: 390 096 (2011), у тому числі міських жителів: 297 943. Найбільший населений пункт у Східній Канаді, де розміщена база Збройних сил Канади.

## Історія
До прибуття європейців територію сучасного Галіфакса було заселено індіанськими племенами мікмак. Поселенці узбережжя гавані називали її Jipugtug (занглізовано на Chebucto — «великий харб»).
У 1749 британський генерал Едвард Корнвалліс (англ. Edward Cornwallis) заснував на території містечко Галіфакс, назване на честь Джорджа Монтагу-Данка, другого графа Галіфакса (англ. George Montagu-Dunk, 2nd Earl of Halifax). Граф був президентом торгової комісії, яка відіграла велику роль у колонізації Нової Шотландії та становленні шкільництва у місті.
Унаслідок заснування містечка Галіфакс розпочалася Війна отця Ле-Лутр (1740—1755) (англ. Father Le Loutre's War). Заснувавши Галіфакс, англійці порушили раніше укладені договори з тубільцями-мікмаками, підписані після війни отця Ралі (англ. Father Rale's War). Щоб захиститися від мікмаків, акадійців і французького нападу на новостворені поселення, зведено британські укріплення: у Галіфаксі в 1749 — цитадель Гіл (англ. Citadel Hill); у 1749 в містечку Бедфорд (англ. Bedford) — форт Саквіл (англ. Fort Sackville); у 1750 в містечку Дартмуті (англ. Dartmouth); і в 1754 у Лоренстауні (англ. Lawrencetown).
Галіфакс — перше із п'яти графств, утворених у Новій Шотландії. Проте межі графства змінювалися в 1763 (приєднання острова Кейп-Бретон) і в 1784 (виділення його в окрему колонію). У 1784 зі складу графства ще було виділено графство Шелберн, а в 1822 частина міста Сент-Меріс перейшла з графства Галіфакс до графства Сідні (сучасна назва Антігоніш). У 1835 році графство Галіфакс розділили на графства Колчестер, Пікту і Галіфакс. Ці округи в рамках графства існували і раніше, оскільки в 1803 році безуспішно намагалися поділити його. У 1863 скореговано кордон з графством Гайсборо, а в 1871 і 1880 роках визначено його межу з графством Колчестер.

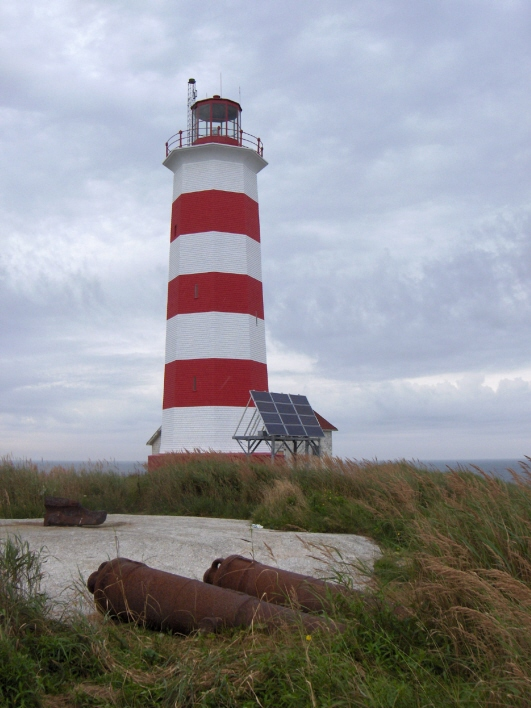
Маяк на острові Самбро — найстаріший маяк у Північній та південній Америках

6 грудня 1917 року в гавані Галіфакса французький військовий транспорт «Монблан», завантажений вибухівкою (тротилом, піроксиліном і пікриновою кислотою), зіткнувся з норвезьким кораблем «Імо». В результаті зіткнення на судні почалася пожежа, що призвела до вибуху вантажу (див. Вибух у Галіфаксі), в результаті якого були повністю зруйновані порт і значна частина міста. Близько 2 тис. людей загинули під уламками будівель та внаслідок численних пожеж, що почались у місті в результаті вибуху. Приблизно 9 тис. осіб отримали поранення, 400 втратили зір. Вибух у Галіфаксі входить до числа найсильніших вибухів, влаштованих людством, і найпотужнішим вибухом до моменту створення ядерної зброї.
Під час Другої світової війни населення міста різко збільшилося удвічі за рахунок військових моряків. Конфлікт між місцевими та військовими вилився у масові заворушення у День Перемоги в Європі 7-8 травня 1945 р., коли адмірал Леонард Мюррей (англ. Leonard W. Murray) вирішив у честь святкування спустити на берег 9 тисяч військових моряків (див. Заворушення у Галіфаксі). Не знайшовши алкоголь, військові вчинили масовий погром міста.
1 квітня 1996 муніципалітети графства Галіфакс та міста Дартмут, Галіфакс, Бедфорд, а також Девень, Аплендс-Парк і Вейверлі об'єдналися, утворивши районний муніципалітет Галіфакс. Крім нього на території графства залишилися чотири індіанські резервації, адміністрація яких залишилися за корінними народами.

## Відомі уродженці і жителі
- Бадж Вілсон (Budge Wilson, 1927—2021) — канадська письменниця.
- Г'ю Макленен (Hugh MacLennan, 1907—1990) — канадський письменник, в основу його роману «Барометр підіймається» покладені дитячі враження про вибух 1917 року.
- Сара Маклахлан (Sarah McLachlan, 1968) — канадська співачка і автор пісень.
- Крейг Олійник (Craig Olejnik, 1979) — канадський актор, відомий за серіалами і фільмами.
- Еллен Пейдж (1987) — канадська акторка. Найбільш відома за фільмами: «Льодяник» (2005), «Люди Ікс: Остання битва» (2006), «Шматочки Трейсі» (2007), «Джуно» (2007) та «Початок» (2010).
- Сідні Кросбі (1987) — відомий канадський хокеїст. Гравець «Піттсбург Пінгвінз».
- Тейлор Мітчел (1990—2009) — канадська народна співачка і автор пісень.

## Українці в Галіфаксі
Галіфакс був початковим пунктом, куди прибували перші українські емігранти від 1891 року. Тому з нагоди 120-ї річниці перших українських переселенців до Канади 24 червня 2011 року був запущений Історичний Потяг українських піонерів, що пройшов за маршрутом Галіфакс — Монреаль — Оттава — Торонто — Вінніпег — Саскатун — Едмонтон. У Галіфаксі проживає 4475 українців.

## Освіта і Культура
У Галіфаксі містяться декілька відомих університетів:
- Університет Далгаузі (англ. Dalhousie University)
- Університет Сент-Мері (англ. Saint Mary's University)
- Університет Моунт-Сент-Вінсент (англ. Mount Saint Vincent University)
- Університет Святої Анни (англ. Université Sainte-Anne)
- Новошотландський коледж мистецтва і дизайну (англ. Nova Scotia College of Art and Design University)

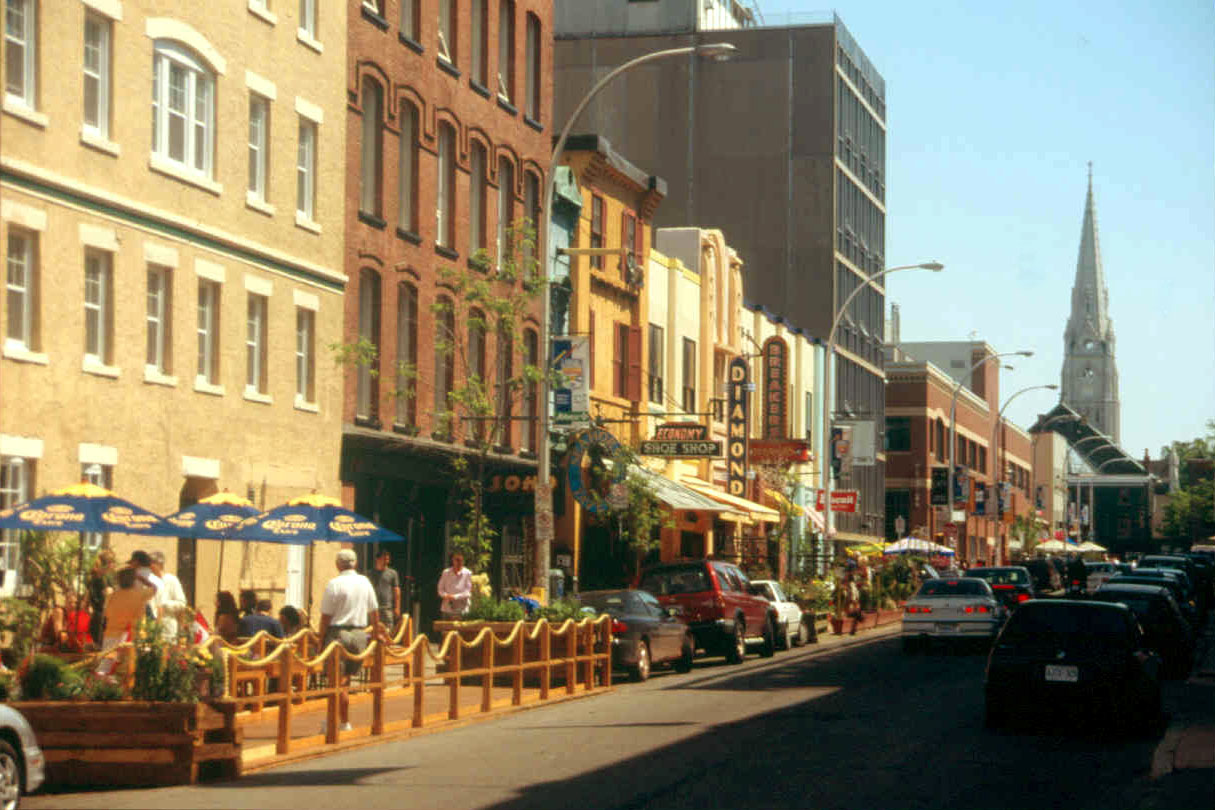
Історичний Аргіль-Стріт в старому містечці Галіфакс, нині центр туризм

Галіфакс є найбільшим культурним центром атлантичних провінцій Канади. У Галіфаксі працюють театри, музеї та художні галереї, в тому числі театр Нептун, музей природної історії Нової Шотландії, морський музей Атлантики, військовий музей, Художня галерея Нової Шотландії, дають концерти музичні колективи, найвідомішим з яких є симфонічний оркестр Нової Шотландії.

## Клімат
| Клімат Галіфакса                                 | Клімат Галіфакса | Клімат Галіфакса | Клімат Галіфакса | Клімат Галіфакса | Клімат Галіфакса | Клімат Галіфакса | Клімат Галіфакса | Клімат Галіфакса | Клімат Галіфакса | Клімат Галіфакса | Клімат Галіфакса | Клімат Галіфакса | Клімат Галіфакса |
| Показник                                         | Січ.             | Лют.             | Бер.             | Квіт.            | Трав.            | Черв.            | Лип.             | Серп.            | Вер.             | Жовт.            | Лист.            | Груд.            | Рік              |
| Абсолютний максимум, °C                          | 14,0             | 16,0             | 23,5             | 26,1             | 33,3             | 34,0             | 33,0             | 33,9             | 32,2             | 24,0             | 20,0             | 16,7             | 34,0             |
| Середній максимум, °C                            | −0,2             | −0,1             | 3,5              | 8,4              | 14,1             | 19,4             | 22,9             | 23,0             | 19,0             | 13,1             | 7,9              | 2,6              | 11,2             |
| Середня температура, °C                          | −4,4             | −4,1             | −0,3             | 4,6              | 9,8              | 15,0             | 18,6             | 18,9             | 15,2             | 9,6              | 4,5              | −1,3             | 7,2              |
| Середній мінімум, °C                             | −8,6             | −8,1             | −4,2             | 0,8              | 5,5              | 10,5             | 14,2             | 14,8             | 11,4             | 5,9              | 1,2              | −5,1             | 3,2              |
| Абсолютний мінімум, °C                           | −26,1            | −25              | −21              | −12              | −2,8             | 1,7              | 7,2              | 6,1              | 1,0              | −5               | −13,9            | −23,3            | −26,1            |
| Температура води, °C                             | 2                | 0                | 0                | 1                | 4                | 9                | 14               | 16               | 15               | 12               | 8                | 4                | 7                |
| Норма опадів, мм                                 | 150.7            | 113.8            | 134.4            | 121.1            | 119.4            | 108.0            | 105.9            | 98.3             | 107.1            | 135.4            | 153.7            | 160.2            | 1508.0           |
| ------------------------------------------------ | ---------------- | ---------------- | ---------------- | ---------------- | ---------------- | ---------------- | ---------------- | ---------------- | ---------------- | ---------------- | ---------------- | ---------------- | ---------------- |
| Джерело: Environment Canada, World Climate Guide |                  |                  |                  |                  |                  |                  |                  |                  |                  |                  |                  |                  |                  |

## Міста-побратими
- Хакодате, Японія (1982). Міста є подібними, тому що вони обидва мають бастіонну систему укріплень[10]
- Кампече, Мексика (1999). Кампече був обраний, тому що Галіфакс — це «столиця держави» і «місто аналогічного розміру в Галіфакс на території або поблизу узбережжя мають багаті історичні традиції».[11]
- Норфолк, Вірджинія (2006). Норфолк був обраний, тому що їхні економіки «в значній мірі залежить від наявності Збройних Сил, і обидва міста дуже пишаються своєю військовою історією».[12]